# German Open Tennis Championship 2010
Il German Open Tennis Championship 2010 è stato un torneo maschile di tennis giocato sulla terra rossa. È stata la 104ª edizione dell'evento che dal 2009 ha preso il nome di International German Open, e che ha fatto parte della categoria ATP World Tour 500 series nell'ambito dell'ATP World Tour 2010. Si è giocato all'Am Rothenbaum di Amburgo in Germania dal 19 al 25 luglio 2010.

## Partecipanti

### Teste di serie
| Giocatore              | Nazionalità | Ranking* | Testa di serie |
| ---------------------- | ----------- | -------- | -------------- |
| Nikolaj Davydenko      | Russia      | 6        | 1              |
| David Ferrer           | Spagna      | 12       | 2              |
| Jürgen Melzer          | Austria     | 15       | 3              |
| Gaël Monfils           | Francia     | 17       | 4              |
| Nicolás Almagro        | Spagna      | 20       | 5              |
| Juan Carlos Ferrero    | Spagna      | 21       | 6              |
| Thomaz Bellucci        | Brasile     | 22       | 7              |
| Albert Montañés        | Spagna      | 30       | 8              |
| Gilles Simon           | Francia     | 33       | 9              |
| Philipp Kohlschreiber  | Germania    | 35       | 10             |
| Tommy Robredo          | Spagna      | 36       | 11             |
| Victor Hănescu         | Romania     | 37       | 12             |
| Philipp Petzschner     | Germania    | 38       | 13             |
| Guillermo García López | Spagna      | 39       | 14             |
| Aleksandr Dolhopolov   | Ucraina     | 40       | 15             |
| Michael Berrer         | Germania    | 45       | 16             |

- Ranking al 12 luglio 2010.

### Altri partecipanti
Giocatori che hanno ricevuto una Wild card:
- Daniel Brands
- Tobias Kamke
- Julian Reister
- Miša Zverev

Giocatori passati dalle qualificazioni:

- Simone Bolelli
- Björn Phau
- Rubén Ramírez Hidalgo
- Pere Riba
- Christophe Rochus
- Lukáš Rosol

### Giocatori non partecipanti
- David Ferrer (infortunio alla spalla)
- Richard Gasquet (infortunio ad una costola)
- Fernando González (infortunio al ginocchio)
- Gaël Monfils (infortunio alla caviglia
- Juan Mónaco (infortunio al polso)

## Campioni

### Singolare
Andrej Golubev ha battuto in finale  Jürgen Melzer con il punteggio di 6–3, 7–5.

### Doppio
Marc López /  David Marrero hanno battuto in finale  Jérémy Chardy /  Paul-Henri Mathieu con il punteggio di 6–3, 2–6, [10–8].